# Estación de Paso del Macho
Paso del Macho fue una estación de trenes que se encuentra en Paso del Macho, Veracruz.

## Historia
La estación perteneció a la línea México-Veracruz del antiguo Ferrocarril Mexicano. La primera concesión para la construcción de esta línea fue otorgada en 1837, dicha concesión fue cancelada. Posteriormente, poco a poco en medio de conflictos bélicos internos y externos, la línea con cerca de 424 kilómetros fue concluida y puesta en servicio el 1 de enero de 1873, aunque varios de sus tramos habían sido puestos en servicio con anterioridad. La estación fue construida el 24 de febrero de 1923.